# Рафальський Сергій Мілич
Сергій Мілич Рафальський (19 серпня 1896, с. Холоньово, Володимирський повіт - 13 листопада 1981, Париж) — російський поет, прозаїк, публіцист першої хвилі еміграції.

## Біографія
Народився в сім'ї православного священика. У 1914 закінчив гімназію в Острозі і вступив на юридичний факультет Санкт-Петербурзького університету. Навесні 1917 перевівся в Київський університет Святого Володимира. Працював секретарем російської Партії народної свободи. У 1918 член редакційної колегії журналу «Богема» в Острозі, де вперше з'явилися його вірші.
В ході Громадянської війни опинився на польській території. На початку 1921 записався добровольцем Третьої Російської армії генерала Б. С. Пермікіна, підпорядкованої П. Н. Врангелю. Незабаром армія була розформована, її залишки були інтерновані поляками в табори для військовополонених. Рафальському вдалося втекти з ешелону між Збаражем і Тернополем і повернутися в Острог, котрий по Ризькому мирному договору відійшов Польщі. Належав до «Народного Союзу Захисту Батьківщини і Свободи» Б. В. Савінкова.
В середині листопада 1921 перебрався в Прагу, де в 1924 закінчив Російський юридичний факультет. У грудні 1921 разом з Н. Дзевановським заснував Літературно-художній гурток при Культурно-просвітницькому відділі Союзу російських студентів в Чехословацькій республіці. З ініціативи Рафальського в гурток був запрошений приїжджий з Варшави А. Л. Бем, з приходом якого гурток перетворився в знаменитий «Скит поетів». У 1920-ті активно публікується як поет і журналіст в журналах «Сполохи», «Передзвони», «Студентські роки», «Своїми шляхами», «Воля Росії», в газеті «За Свободу». Був близький зміновіхівцям.
В кінці 1920-х зробив спробу повернутися в Росію, однак співробітник консульства попередив його, що там він може бути підданий репресіям. Отримавши формальну відмову, в 1930 Рафальський разом з дружиною поїхав до Парижа. Там він працював декоратором в майстерні Д. Кнута, в фотоательє. Від громадської і літературної діяльності Рафальський поступово відійшов.
З другої половини 1950-х повернувся в літературу, публікував статті, вірші, оповідання. З 1958 р. постійний співробітник нью-йоркської газети «Новое русское слово», з 1967 — паризької «Російської думки».
Помер в Лондоні. Через три роки після смерті вийшли його мемуари «Що було і чого не було. Замість спогадів».

## Твори
- Клас творчої думки // «За межею», Praha, № 1, 1922
- Спокуса батька Афанасія // «Відродження», № 59, 1956
- За межею: Вірші. Вступ. стаття Е. М. Райса . — Париж: Альбатрос, 1983.
- Що було і чого не було: Замість спогадів / Вступ. стаття Б. Філіппова. — Лондон: Overseas Publications Interchange Ltd, 1984.
- Николин бор. — Париж: Альбатрос, 1984.
- Їх пам'яті …: Статті. — Париж: Альбатрос, 1987.